# Starkare än lagen
Starkare än lagen är en roman av den svenske författaren Bernhard Nordh, första gången utgiven 1943. Boken filmatiserades 1951 i regi av Bengt Logardt, se Starkare än lagen (film).

### Fotnoter
1. ↑  ”Starkare än lagen”. Libris.kb.se. http://libris.kb.se/hitlist?d=libris&q=bernhard+nordh+starkare+%C3%A4n+lagen&f=simp&spell=true&hist=true&p=1. Läst 11 mars 2013.
2. ↑  ”Starkare än lagen”. Svensk Filmdatabas. http://www.sfi.se/sv/svensk-filmdatabas/Item/?itemid=4338&type=MOVIE&iv=Basic&ref=/templates/SwedishFilmSearchResult.aspx?id%3d1225%26epslanguage%3dsv%26searchword%3dstarkare+%C3%A4n+lagen%26type%3dMovieTitle%26match%3dBegin%26page%3d1%26prom%3dFalse. Läst 11 mars 2013.